# Ribera Baja (Álava)

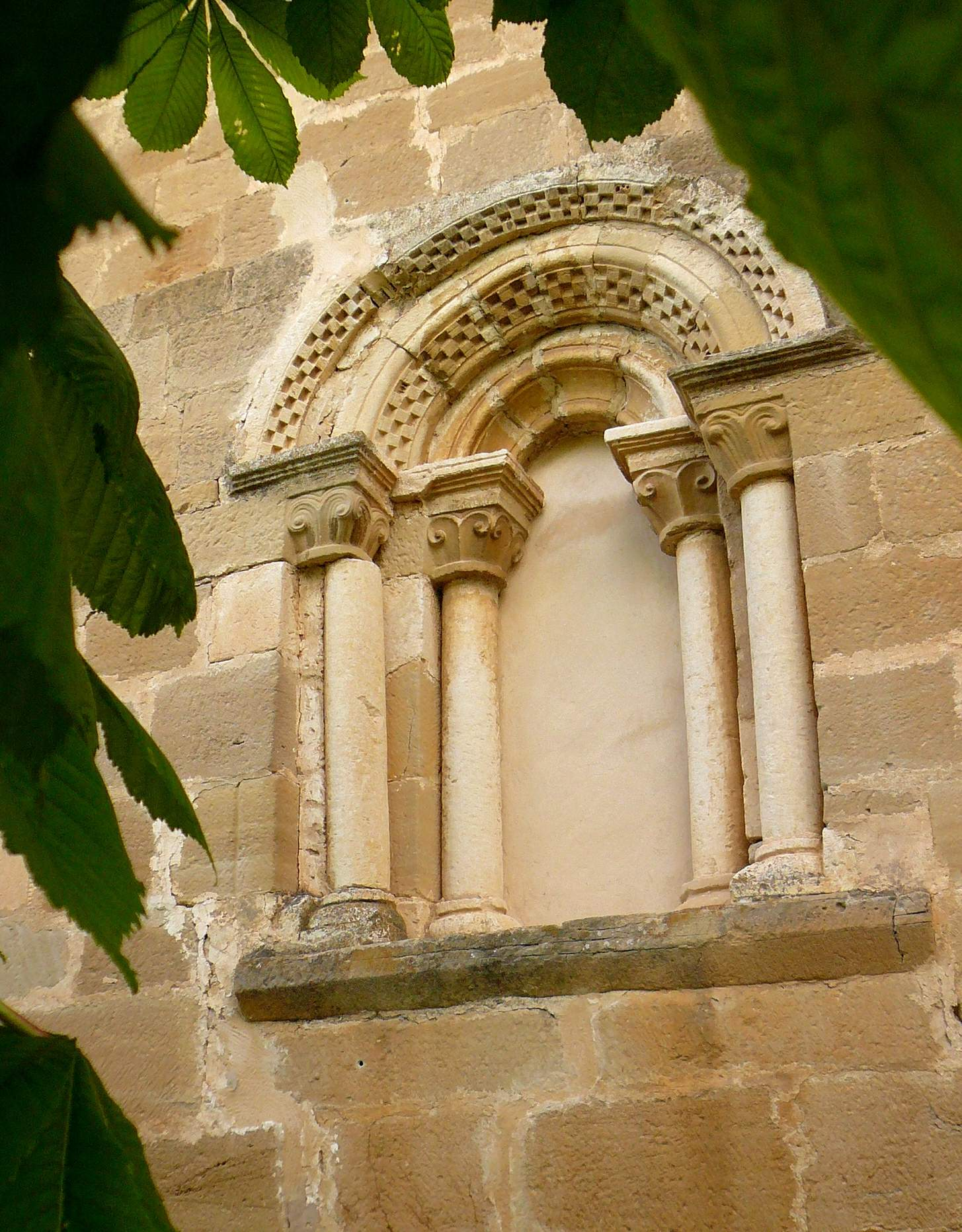
Ventanal románico de la Iglesia de San Juan Bautista de Manzanos

Ribera Baja (cooficialmente en euskera: Erriberabeitia) es un municipio español de la provincia de Álava, en la comunidad autónoma del País Vasco. Tiene una población de 1359 habitantes.

## Toponimia
El municipio de Ribera Baja tiene su antecedente histórico en la Hermandad de La Ribera, que se extendía por los valles de los ríos Zadorra y Bayas. Esta antigua hermandad se encuentra actualmente dividida entre varios municipios: Ribera Baja, Ribera Alta, Iruña de Oca, Lantarón y Armiñón. El actual municipio de Ribera Baja se corresponde con una de las subdivisiones de La Ribera y agrupa las poblaciones situadas en la parte más baja de estos valles.

## Geografía
El municipio de Ribera Baja se encuentra en el territorio histórico de Álava, dentro de la cuadrilla de Añana, situándose la sede del ayuntamiento, Rivabellosa, a 30 kilómetros de Vitoria. El término municipal está atravesado por la autovía del Norte entre los pK 321 y 324, además de las autopista AP-68 y la antigua de peaje AP-1. La carretera N-124 permite la comunicación con Haro.
El relieve del territorio está caracterizado por el valle del río Bayas, que cruza el territorio antes de desembocar en el río Ebro. Aunque la orografía es suave, destacan algunas elevaciones al noreste que superan los 650 metros, como Quintanilla (673 metros). El río Zadorra desciende por el este haciendo de límite municipal con La Puebla de Arganzón, Armiñón y Berantevilla. La altitud oscila entre los 695 y los 460 metros, estando la sede municipal a 485 metros sobre el nivel del mar. 
La estructura del municipio de Ribera Baja, al igual que la mayoría de los valles alaveses, mantiene pequeños núcleos de población muy dispersos entre sí. 
| Noroeste: Ribera Alta              | Norte: Ribera Alta                           | Noreste: La Puebla de Arganzón (Burgos) |
| Oeste: Lantarón                    |                                              | Este: Armiñón                           |
| Suroeste: Miranda de Ebro (Burgos) | Sur: Miranda de Ebro (Burgos) y Berantevilla | Sureste: Berantevilla                   |

### Servicios

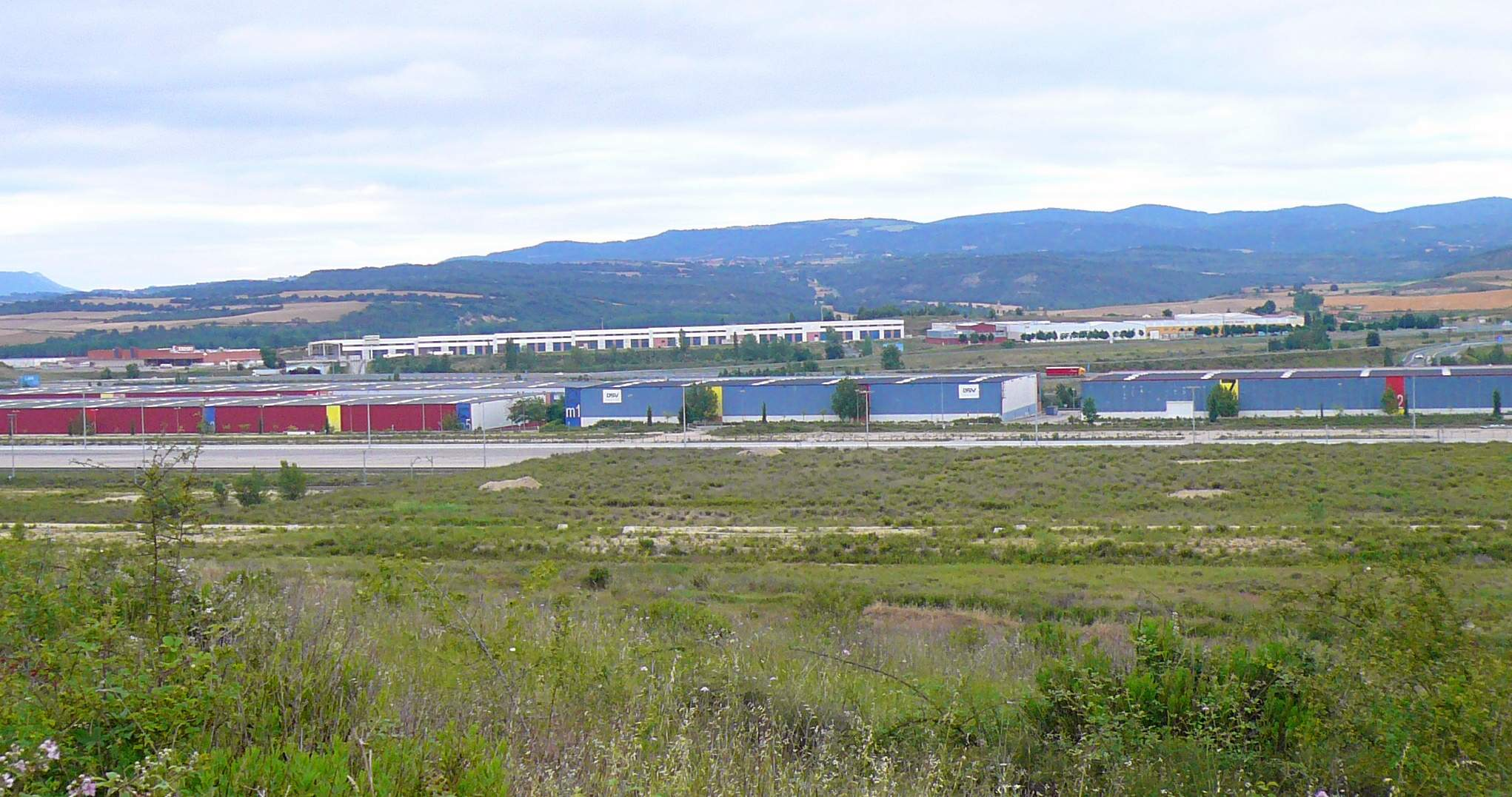
Plataforma Logística Arasur

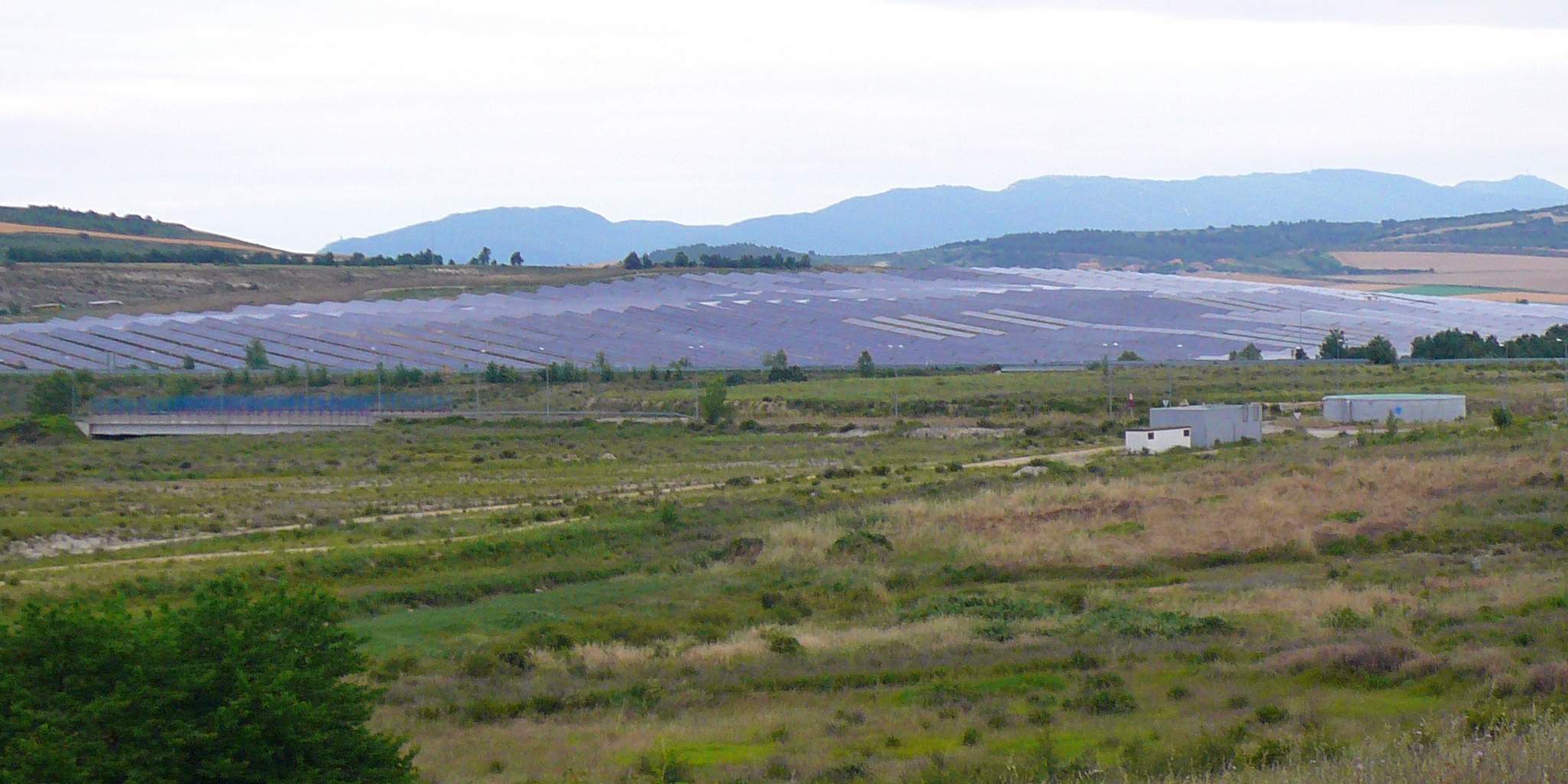
Parque Solar Ekian, inaugurado en 2020

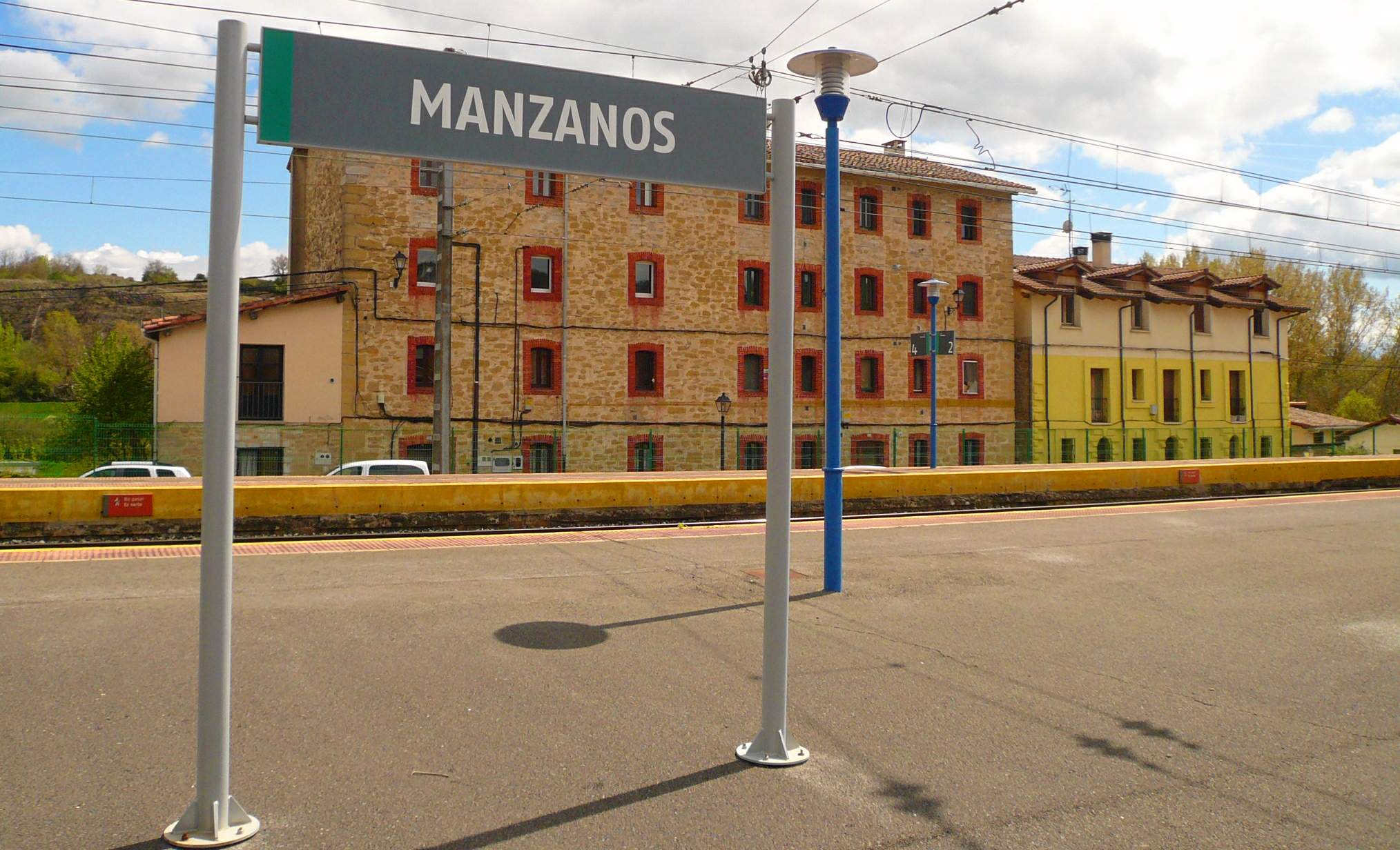
Estación de Adif en Manzanos

La población de Ribera Baja trabaja principalmente en Miranda de Ebro o Vitoria en el sector servicios. Dentro del municipio, Rivabellosa cuenta con consultorio médico, colegio público, casa de cultura, farmacia, una entidad bancaria, algo de comercio de proximidad y varios establecimientos de hostelería.
Mención aparte merece la existencia de un hipermercado de la cadena Eroski situado en las afueras de Rivabellosa. Este hipermercado, más que para cubrir únicamente las necesidades del municipio, está pensado para dar servicio a la vecina localidad de Miranda de Ebro.
En el futuro está previsto que la economía local se oriente al sector servicios con la creación de Arasur y el PAER.

### ARASUR
En 2003 se constituyó en Vitoria la empresa Araba Logística formada por capital de la empresa Abertis, la Caja Vital e instituciones locales (Gobierno Vasco, Diputación y ayuntamiento). Esta empresa ha promovido la construcción en Rivabellosa de ARASUR (Plataforma Multimodal de Álava) ; un parque logístico que busca aprovechar la estratégica ubicación de Rivabellosa en el cruce de importantes vías de comunicación, el nudo ferroviario de la estación de Miranda y la escasa distancia a varios puertos.
El parque se inauguró en enero de 2006. Está previsto, cuando se complete, que ocupe una superficie de 1,4 millones de metros cuadrados, de los que 650 000 lo ocuparán naves, 70 000 corresponderán a equipamientos y 30 000 a oficinas en naves. Entre los servicios de los que dispondrá el parque se encuentran un hotel, un restaurante para 800 comensales, estaciones de servicio y un truck center.
El parque se encuentra actualmente en fase de crecimiento y desarrollo. A comienzos de 2008 se habían construido ya 70 000 metros cuadrados de naves, que estaban ocupados al 80 %, estando ya operativos los principales servicios del parque. (enlace roto disponible en Internet Archive; véase el historial, la primera versión y la última).
Esta plataforma está controlada las 24 horas del día. Se ubican grandes empresas (Gamesa-Bergé, Gefco, CTL, Grupo HUSA, Logento, DÍA entre otras). Tiene una gasolinera con su propio aparcamiento para vehículos especiales así como el Hotel And-Go con su amplia cafetería así como un amplio comedor.

### PAER
El PAER (Parque de Actividades Económica de Rivabellosa) es un proyecto que está en una fase de desarrollo menos avanzada que ARASUR. Consiste en un polígono donde se quieren acomodar actividades de servicios, de almacenamiento o de transformación. Están reservados 82.595 metros cuadrados para este proyecto.

## Demografía
Ribera Baja cuenta con una población de 1439 habitantes (INE 2024).
| Gráfica de evolución demográfica de Ribera Baja entre 1842 y 2021 |
| |
| Población de derecho según los censos de población del INE Población de hecho según los censos de población del INEEn estos censos se denominaba Ribera Baja: 1842, 1857, 1860, 1877, 1887, 1897, 1900, 1910, 1920, 1930, 1940, 1950, 1960, 1970, 1981 y 1991 |

Tabla en la que se puede observar la demografía de Ribera Baja entre los años 2000 y 2012:
| Gráfica de evolución demográfica de Ribera Baja entre 1988 y 2012 |
|                                                                   |

## Economía

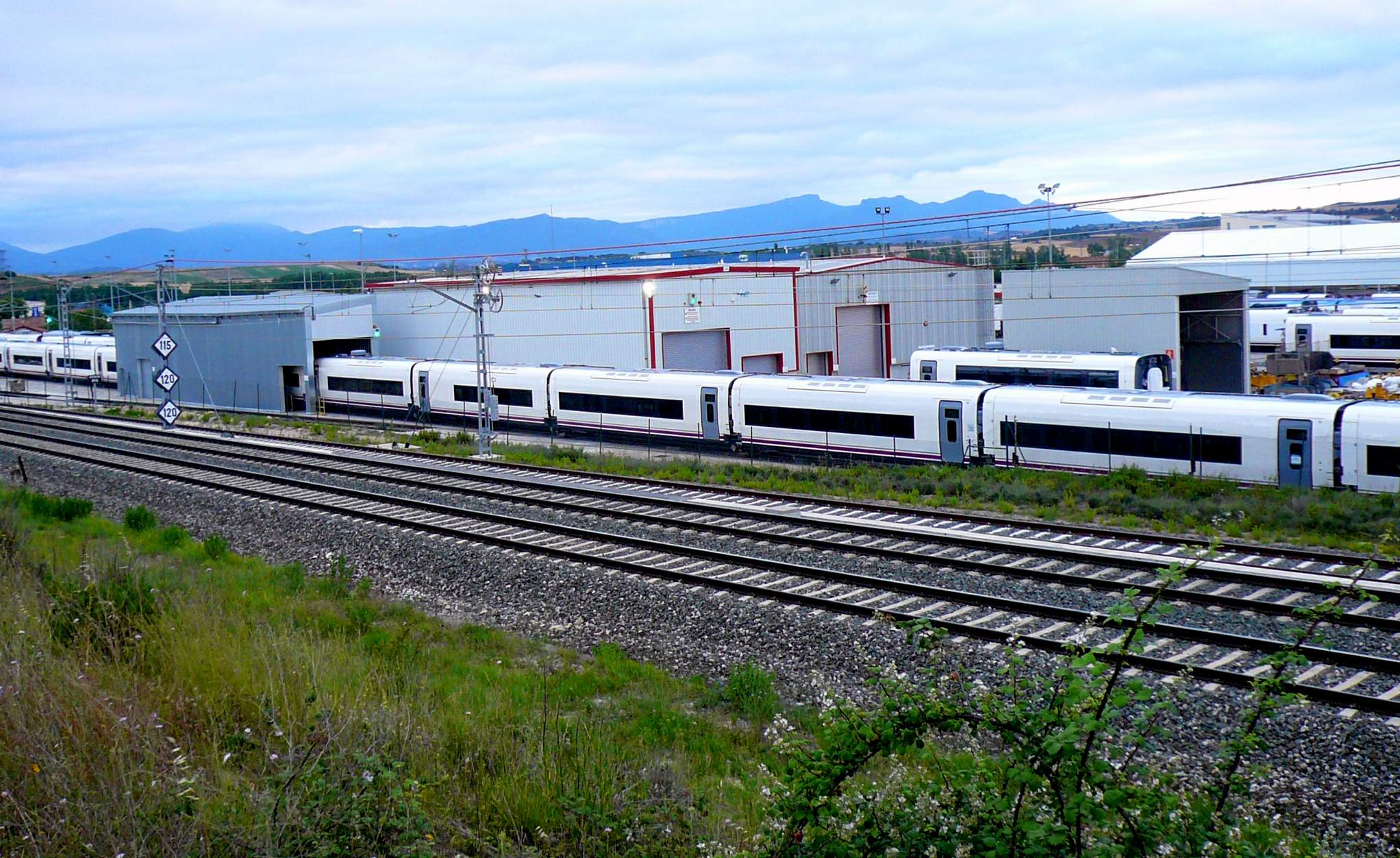
Factoría de Talgo en Rivabellosa

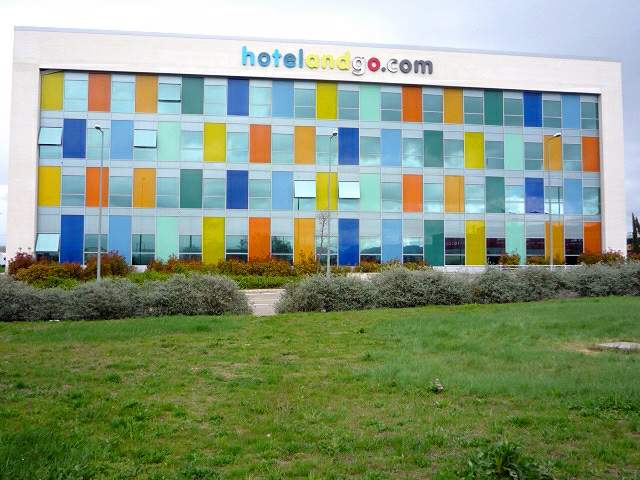
ATH Hotelandgo, junto a la Plataforma Logística Arasur

### Agricultura
La agricultura ha sido la actividad económica tradicional del municipio, pero en la actualidad su peso en la economía local ha decaído de manera importante. Según datos estadísticos de 2001, solo el 8,4 % de la población activa se dedicaba a la agricultura. No hay datos estadísticos posteriores, pero el importante crecimiento de población de los últimos años en Rivabellosa induce a pensar que ese porcentaje ha bajado en los últimos años. El sector primario aportaba en 2000 el 3,82 % del valor añadido.
La agricultura mantiene su importancia en lo relativo a la ocupación del suelo. En Ribera Baja había en 1999 65 explotaciones agrícolas y ganaderas censadas. Las tierra cultivadas sumaban en 1996, 1682 ha, que es equivalente al 66,7 % del suelo en el término municipal.
Los cultivos dominantes son las herbáceas (cereales en su mayoría) con alguna hectáreas dedicadas al cultivo de la remolacha azucarera y la patata. La superficie destinada a pastos y prados es pequeña (111 ha), siendo la cabaña ganadera muy escasa.

### Industria
El número de trabajadores industriales era en 2001, del 31,4 % de la población activa. Esta tasa bastante elevada se debe a la cercanía del municipio a la localidad industrial de Miranda de Ebro, donde trabaja una parte significativa de la población de Ribera Baja (en torno al 20 %)
La cercanía a Miranda ha propiciado además que en Rivabellosa se instalaran unas cuantas instalaciones industriales como una extensión de los polígonos industriales mirandeses, ya que éstos llegan hasta los mismos límites municipales de Ribera Baja.
En el pequeño polígono industrial que tiene Rivabellosa, sin tener nada que ver con ARASUR, alberga empresas tan importantes como SEUR, MRW y LAVAMIRANDA.
Entre las fábricas instaladas en Rivabellosa destaca la fábrica de Patentes Talgo. En estos talleres se viene realizando, desde 1964, la fabricación integral de los coches de los trenes Talgo. . La fábrica emplea unos 130 trabajadores. En el sur del pueblo de Rivabellosa también hay una instalación de almacenamiento como de hidrocarburos de CLH, que ocupa una importante extensión de terreno y GARLAN donde se guardan las patatas extraídas de la zona alavesa (zona muy rica en esta hortaliza), y por último hay una explana de aparcamiento (situado en el terreno anexo a GARLAN) de camiones llamada TEAM controlada las 24h.

## Administración y política

### Gobierno municipal
| Partido político                                              | 2015  | 2015       | 2011  | 2011       | 2007  | 2007       | 2003  | 2003       | 1999  | 1999       | 1995  | 1995       |
| Partido político                                              | %     | Concejales | %     | Concejales | %     | Concejales | %     | Concejales | %     | Concejales | %     | Concejales |
| Euzko Alderdi Jeltzalea-Partido Nacionalista Vasco (EAJ-PNV)  | 37,54 | 4          | 34,07 | 3          | 31,69 | 3          | 31,25 | 2          | 42,11 | 3          | 44,52 | 3          |
| Agrupación Electoral Ribera Baja Independiente (AERBI)        | 27,13 | 3          | —     | —          | —     | —          | —     | —          | —     | —          | —     | —          |
| Partido Socialista de Euskadi-Euskadiko Ezkerra (PSE-EE PSOE) | 17,03 | 1          | 36,11 | 4          | 38,67 | 4          | 34,72 | 3          | 14,91 | 1          | 22,92 | 2          |
| Partido Popular del País Vasco (PP)                           | 11,51 | 1          | 26,06 | 2          | 26,58 | 2          | 21,35 | 1          | 41,23 | 3          | 29,24 | 2          |
| Euskal Herria Bildu (EH Bildu)-Bildu                          | 4,73  | 0          | —     | —          | —     | —          | —     | —          | —     | —          | —     | —          |
| Grupo Independiente Ribera Baja (GIRB)                        | —     | —          | —     | —          | —     | —          | 11,11 | 1          | —     | —          | —     | —          |
| Unidad Alavesa (UA)                                           | —     | —          | —     | —          | —     | —          | 0,52  | 0          | 1,17  | 0          | 2,33  | 0          |

### Organización territorial
El municipio está formado por seis pueblos, cada uno de ellos con su concejo:
| Concejo                  | Nombre oficial           | 2000 | 2005 | 2010 | 2015 | 2019 |
| ------------------------ | ------------------------ | ---- | ---- | ---- | ---- | ---- |
| Igay                     | Igay                     | 14   | 15   | 12   | 10   | 10   |
| Manzanos                 | Manzanos                 | 75   | 138  | 185  | 183  | 180  |
| Melledes                 | Melledes                 | 14   | 33   | 33   | 50   | 30   |
| Quintanilla de la Ribera | Quintanilla de la Ribera | 9    | 10   | 13   | 14   | 20   |
| Rivabellosa              | Ribabellosa              | 456  | 811  | 1039 | 1081 | 1094 |
| Rivaguda                 | Ribaguda                 | 28   | 29   | 21   | 21   | 16   |
| Total                    | Total                    | 596  | 1036 | 1303 | 1359 | 1350 |

Rivabellosa es la capital y principal localidad del municipio. Cuenta con más del 80 % de la población municipal. Rivabellosa es también la capital de la comarca alavesa denominada Cuadrilla de Añana.

### Organismos públicos
Junta administrativa de Igay: la antigüedad documental de Igay se remonta al siglo XI, al ser mencionado en la Reja de San Millán. Sin embargo, en su término jurisdiccional, junto al río Bayas, se tiene noticia del denominado Dolmen de los Andrinales, uno más de los numerosos restos o yacimientos prehistóricos que se encuentran junto a las orillas del río Bayas, en su curso bajo. Demográficamente Igay ha seguido en este siglo las pautas de la gran mayoría de las localidades alavesas, es decir, ha sufrido una regresión poblacional, siendo más acusada a partir de la puesta en escena del desarrollo industrial de las tres últimas décadas, llegando a reducirse su población a la mitad. Entre los años 1930 y 1960 la población de este lugar permanece inalterable al contabilizarse 36 personas, en ambos censos. En cambio, el censo de 1993 adjudica tan sólo 17 personas como sus habitantes.

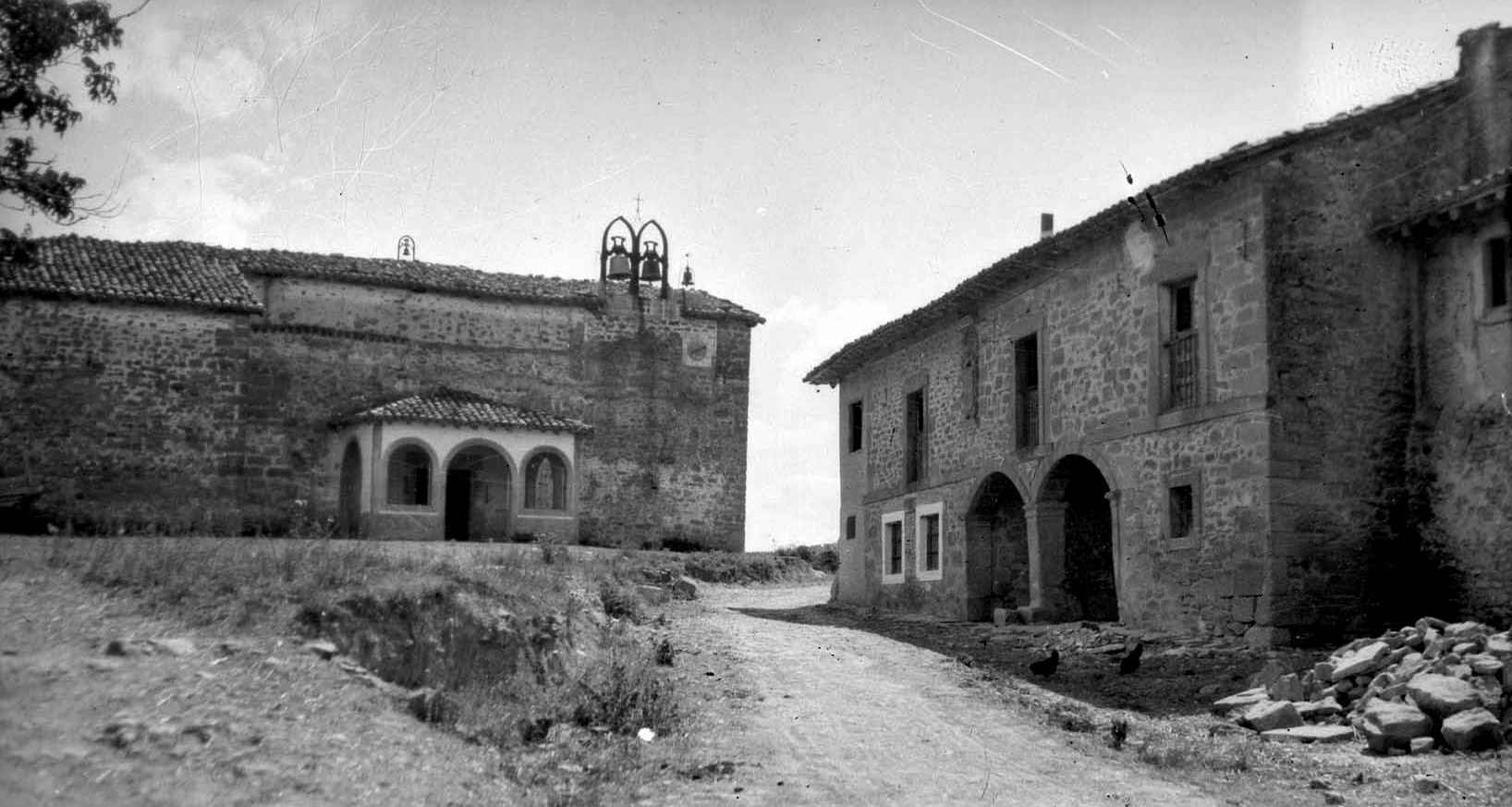
Iglesia de Manzanos en 1961. Fotografía: Indalecio Ojanguren

Junta Administrativa de Manzanos: documentalmente la historia de Manzanos arranca, como la mayoría de las aldeas alavesas, en la relación que suministra el acreditado Voto de la Reja de San Millán. Más tarde, en el siglo XVI, un ilustre personaje nacido en este lugar contribuye a ensalzar el nombre de Manzanos y de Álava por distintos ambiente foráneos a la provincia. Tomás Salazar que fue comisario general de cruzada, canónigo y tesorero de la catedral de Sevilla, inicia una saga familiar que difundirá el nombre de esta aldea. Dos siglos más tarde, en el siglo XVIII, fueron Tomás Francisco de Salazar, caballero de la Orden de Santiago y Luis Salazar y Salazar quienes vuelven a honrar el nombre de Manzanos, sobre todo el segundo por su destacada participación en la vida política y militar sin olvidar asimismo su participación en el mundo de la literatura, llegando a publicar varios libros. Este mismo personaje, en el año 1830, alcanzó el título de Conde, siendo el primer Conde de Salazar.

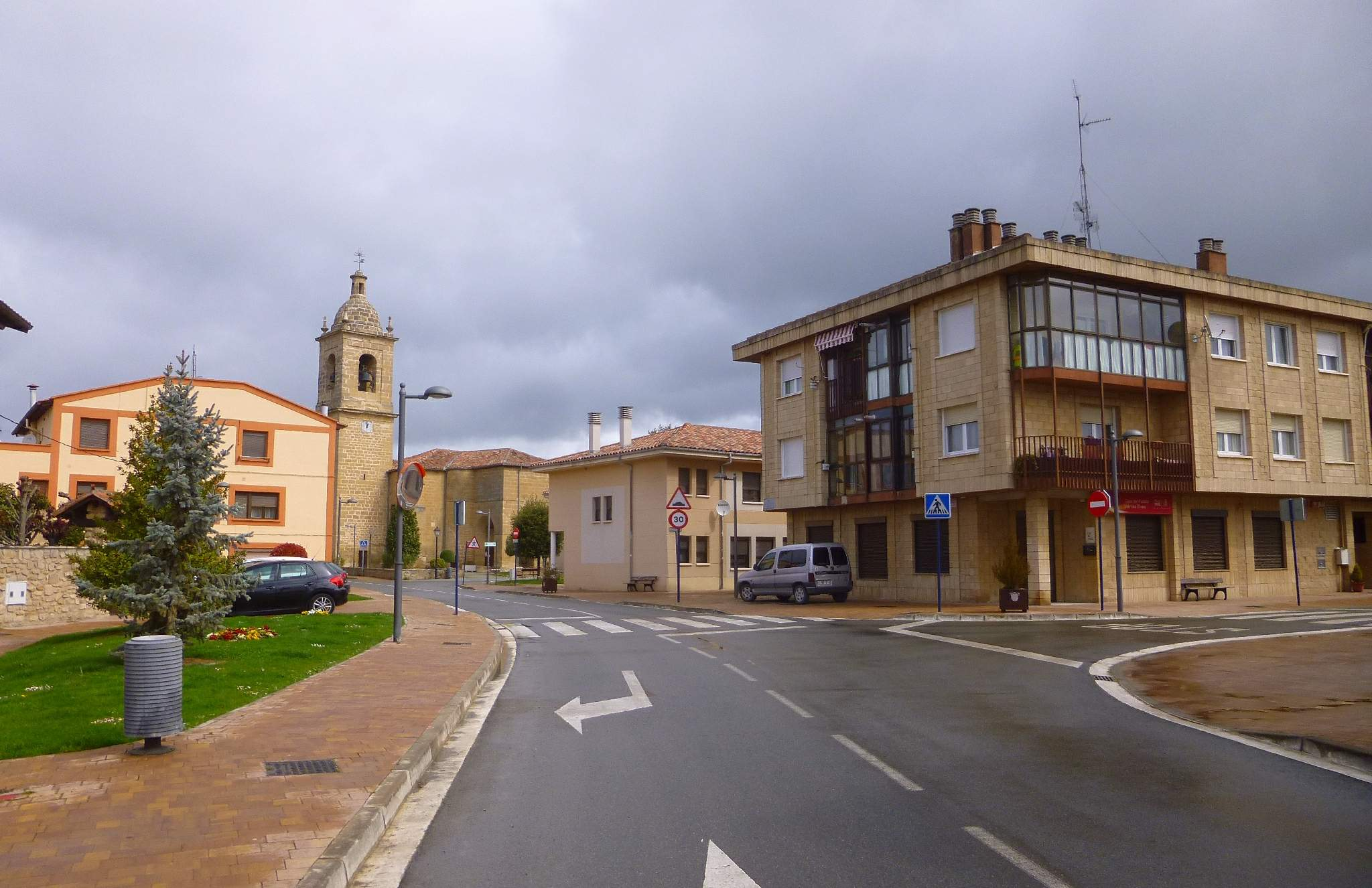
Rivabellosa, capital del municipio

Junta Administrativa de Quintanilla de la Ribera: este núcleo poblacional aparece relacionado como una de las aldeas contribuyentes a la célebre Reja de San Millán, manifestando por ello su antigüedad. En la enumeración de títulos y propiedades que acompañan a Don Pedro Ortiz de Zárate y Guebara se nos habla de la existencia de un palacio en esta localidad en el año 1762.
Junta Administrativa de Rivabellosa: la antigüedad de Rivabellosa va más allá del año 1099 en que aparece citada con ocasión del fuero de Miranda concedido por el rey Alfonso VI. Merece atención aparte por haber sido sede de una reunión de los procuradores de las Hermandades de Alava, hecho clave para la unificación del actual territorio alavés. La junta fue celebrada en el año 1463. Rivabellosa estaba incluida en una ruta medieval, quizás romana que enlazaba la meseta con el mar y coincidía con uno de los trazados de los peregrinos en su recorrido hacia Santiago. Por este motivo disfrutaba de ciertos atributos como iglesias, ermitas y hospitales, donde se recogían indigentes y enfermos y casas-venta donde reposaban las gentes acaudaladas.
Junta Administrativa de Rivaguda: históricamente, Rivaguda es citada en la nómina de las aldeas contribuyentes del Voto de San Millán.

## Cultura

### Fiestas
En todos los pueblos se celebran fiestas patronales en diferentes fechas.
Igay: celebra sus fiestas el 12 de octubre, día de Nuestra Señora del Pilar
Manzanos y Melledes: ambas localidades celebran sus fiestas el 24 de junio, día de San Juan.
Quintanilla de la Ribera: sus fiestas patronales son el 26 de diciembre, día de San Esteban, pero se celebran el último fin de semana de septiembre.
Rivabellosa: sus fiestas patronales son el 7 de octubre, día de Nuestra Señora del Rosario pero se celebran el último fin de semana de agosto.
Rivaguda: celebran sus fiestas el 15 de agosto, día de la Asunción.

### Patrimonio

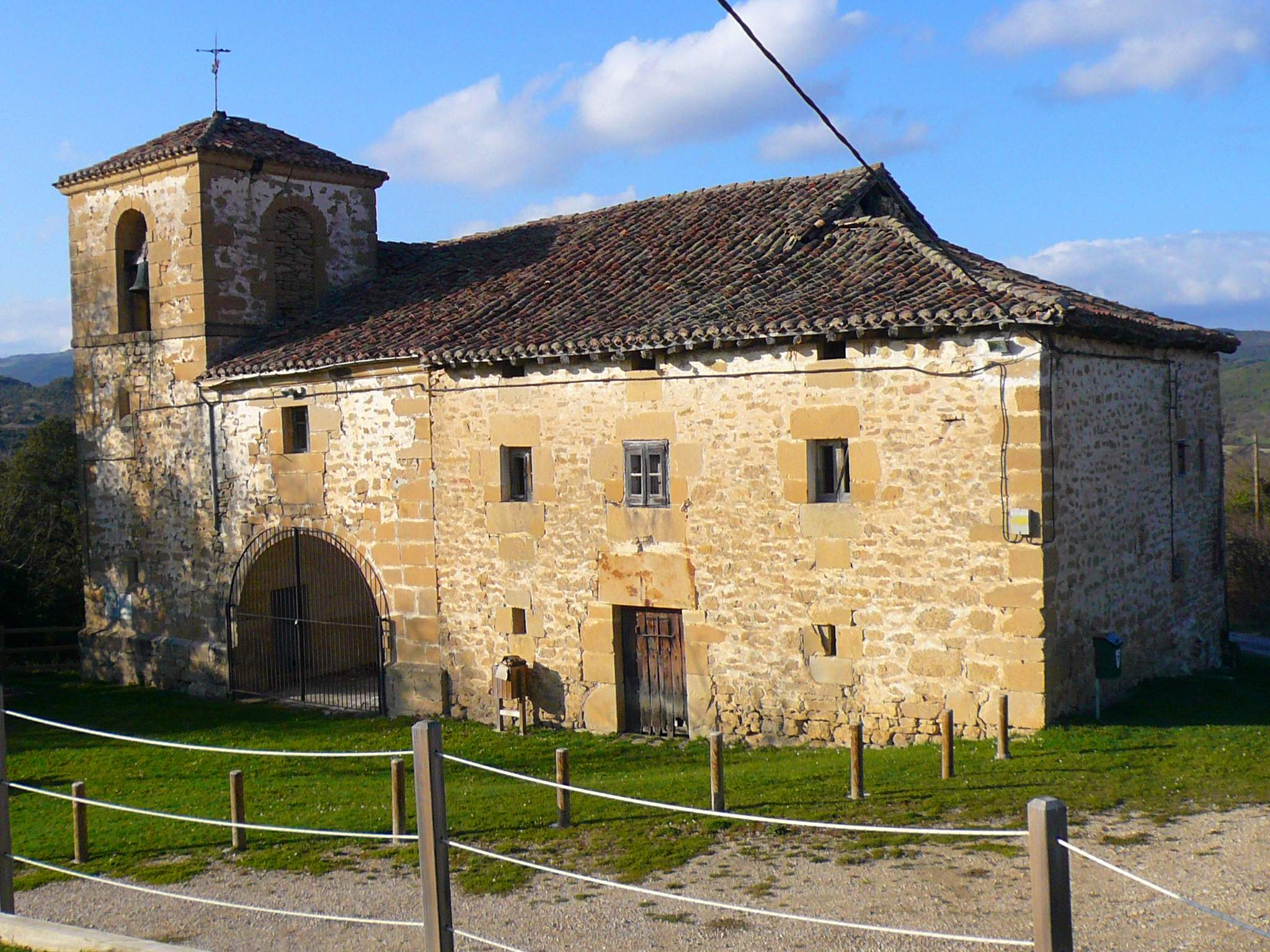
Iglesia de San Román de Igay

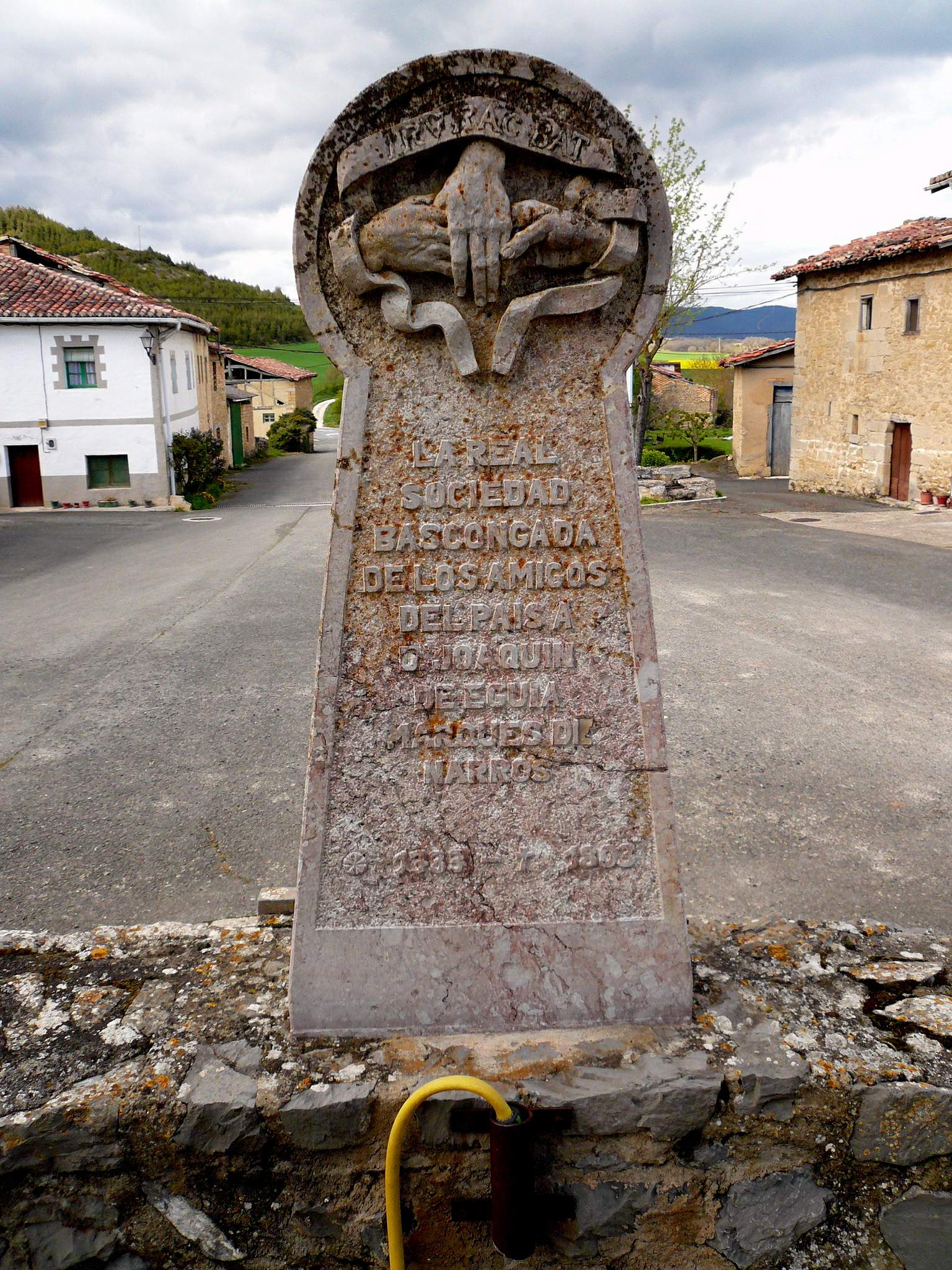
Memorial de Joaquín de Eguía y Aguirre, III marqués de Narros y cofundador de la Real Sociedad Bascongada de Amigos del País, en Manzanos

Igay: llegando de Rivabellosa, encontramos la construcción que alberga la actual sala de concejo y que anteriormente acogía al horno comunal para cocer el pan. Frente a este edificio se sitúa el binomio fuente-abrevadero construido en 1960 y que preside un pequeño ámbito con condición de plazuela. La iglesia, catalogada dentro del barroco, se encuentra desconectada y al norte del caserío. Está dedicada a San Román. Es de reducidas dimensiones, denotando su función, la torre y el gran arco de acceso al pórtico. En el tramo que existe entre la iglesia y el cementerio nace el camino que comunicaba el caserío con el río Bayas; a nivel inferior encontramos la fuente que surtía a las gentes antiguamente. Este sinuoso camino desemboca en el puente que vadea el río en dirección a San Miguel. Se trata de un puente de cuatro ojos con arcos de medio punto, con tajamares de grandes sillares y perfil ligeramente en rampa. La pavimentación de la calzada es de hormigón y los pretiles pequeñas barandillas metálicas. Aguas arriba se encontraba el molino que compartía con el hoy despoblado San Pelayo. Aguas abajo, encontramos los restos de un puente de mediados del siglo pasado conocido como «puente seco» que parece corresponder con el que se pretendió construir junto con un tramo de Camino Real en el año 1858.
Manzanos: en 1866 se construyó una ermita que en la actualidad carece de techumbre. El puente de Manzanos tiene 5 vanos rematados en arcos muy rebajados de hormigón. Pilas, tajamares y espolones muestran fábrica de sillería con pequeñas zonas de mampostería. En la orilla derecha del puente se encuentran las edificaciones que formaban parte del complejo industrial harinero Rio Zadorra, levantado en el año 1856. Posiblemente esta industria ocupó las antiguas instalaciones del molino harinero del concejo de Manzanos que sabemos existía ya a finales del siglo XVI . Sin embargo , en el extremo occidental del barrio existen muros delimitadores de otro molino que podría ser el citado, aunque atendiendo a la toponimia es más probable que dicho molino harinero se encontrase en la misma ubicación del complejo industrial. Los sucesores de Juan León Gámiz, fundador de la fábrica de Manzanos, erigieron como ampliación al conjunto harinero unos esbeltos edificios a comienzos de siglo, con procedimiento austro-húngaro, que posteriormente se han reconvertido en viviendas. Seguidamente encontramos las instalaciones de la antigua fábrica de embutidos Celedón. Más adelante y junto al camino se encontraba el lavadero, hoy desaparecido y las ruinas del molino ya mencionado.

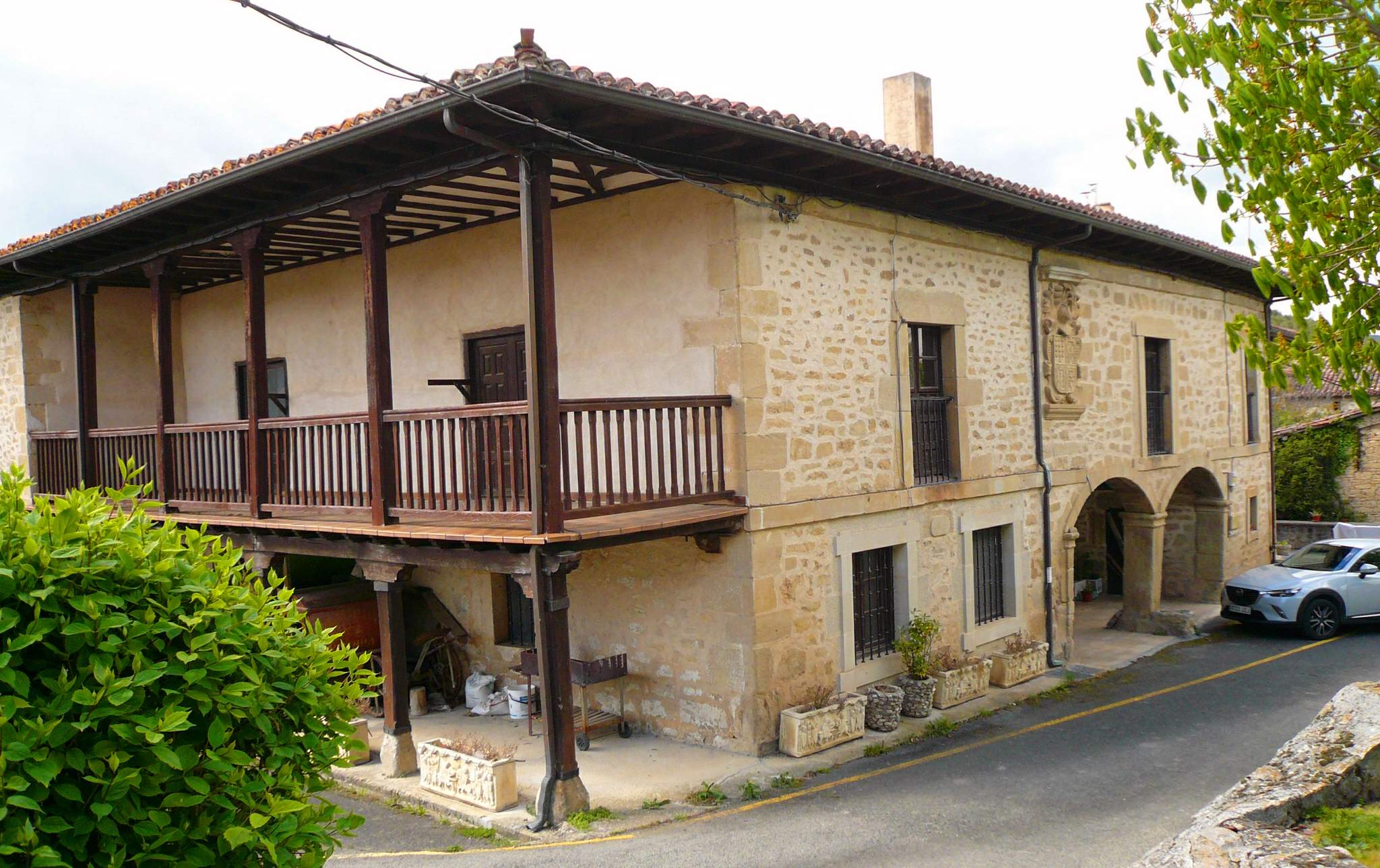
Palacio de los Salazar, en Manzanos

El antiguo barrio origen de Manzanos se encuentra en una pequeña cota. En lo más alto encontramos, vigilando el antiguo Camino Real, al templo parroquial. La iglesia tiene por titular a San Juan Bautista. Tiene una única nave y lleva aneja un cuerpo que acogió a las antiguas escuelas y sala de concejo. Posee un bello ventanal románico. Las dos campanas se presentan al aire libre. El antiguo campanario remataba el muro pie del templo. En la parte anterior se desarrolla un rústico juego de bolos. La iglesia se encuentra precedida de un espacio acondicionado y parquecillo presidido por una estela monumental dedicada al Marqués de Narros por la Real Sociedad Bascongada de los amigos del país. La casa más veterana de Manzanos posee características de índole medieval y pudo haber sido originalmente una casa fuerte, situada al lado opuesto al templo. 

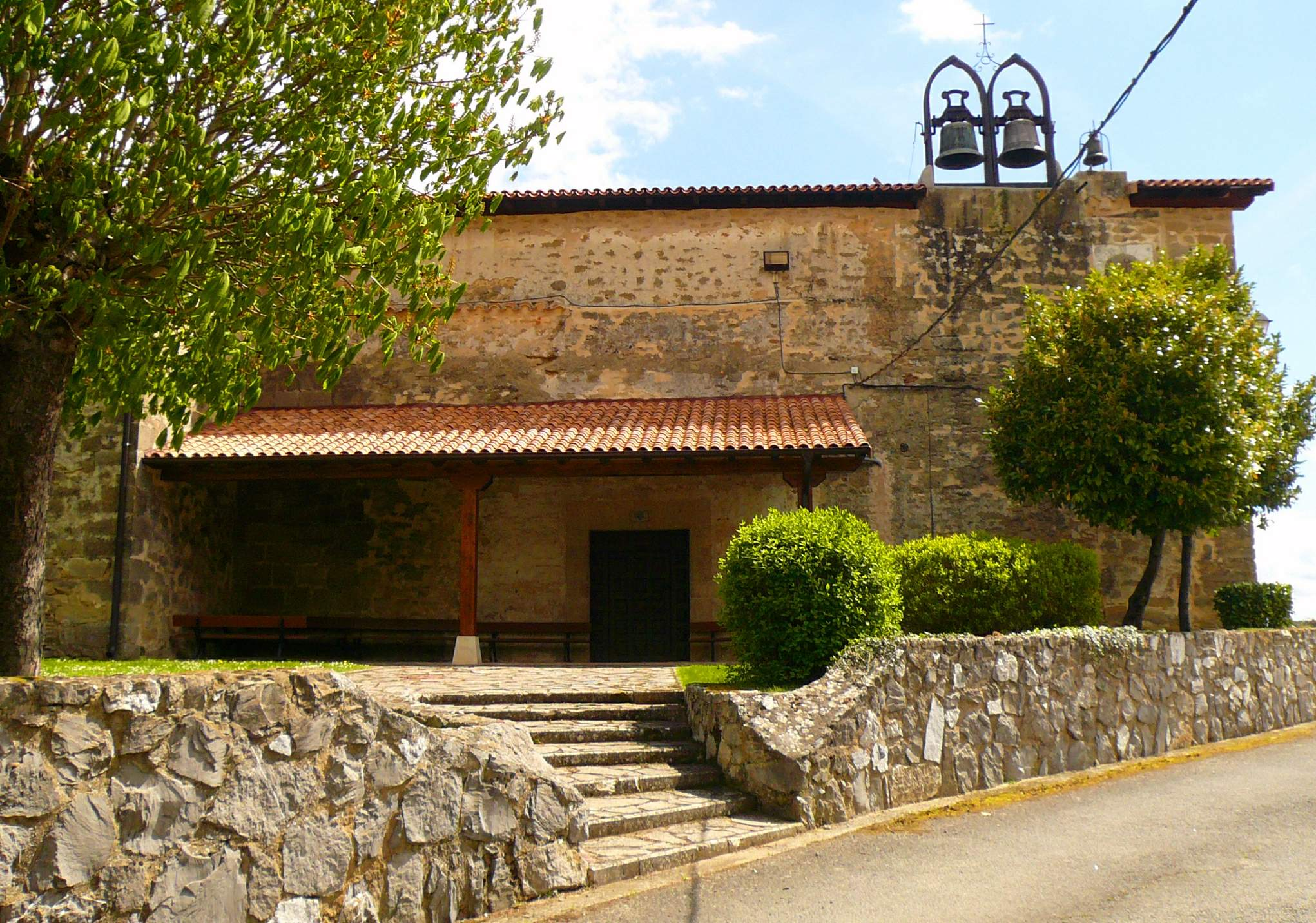
Iglesia de San Juan Bautista de Manzanos

Delimitando el lado poniente del parque se encuentra la casona o palacio rural de la familia Salazar-Montoya, como proclama el escudo de armas sobre la fachada. La casa es sólida, de dos alturas. Tiene dos componentes muy interesantes y poco frecuentes en la zona: el acogedor portalón de la fachada y el conjunto portalón- solana en el alzado sur. El empleo de piedra es abundante en exterior e interior. El hierro no alcanza demasiada representación, sin embargo la madera está manifestada en trabajos de calidad. La fachada principal se alza sobre el parque. El portalón se encuentra articulado en dos arcos con sólido pilar en el centro sobre el que se sitúa el escudo, que es cuartelado, luce en cuarteles primero y tercero las armas de Salazar y Montoya, el segundo una cruz flordelisada y en cuarto, dos calderas gringoladas. La fachada sur combina el carácter rural con la condición social del dueño. El palacio se encuentra restaurado, pero es de propiedad particular.
Melledes: el primer edificio recuperado fue la iglesia que tiene por titular a San Juan Evangelista. Alejada del caserío hacia el sur, encontramos el conjunto de uso público formado por la fuente, el abrevaderao y el lavadero. Esta tripleta pública data del año 1864. La fuente se halla encajada en un muro de contención. Se articula sobre un sobrio pilar fabricado en sillería en cuyo frente, del zócalo, surge el caño que vierte el agua sobre una pila semicircular. Sobre el caño, en la parte inferior del rectángulo rehundido, se halla el ventano de acceso al arca de la fuente.

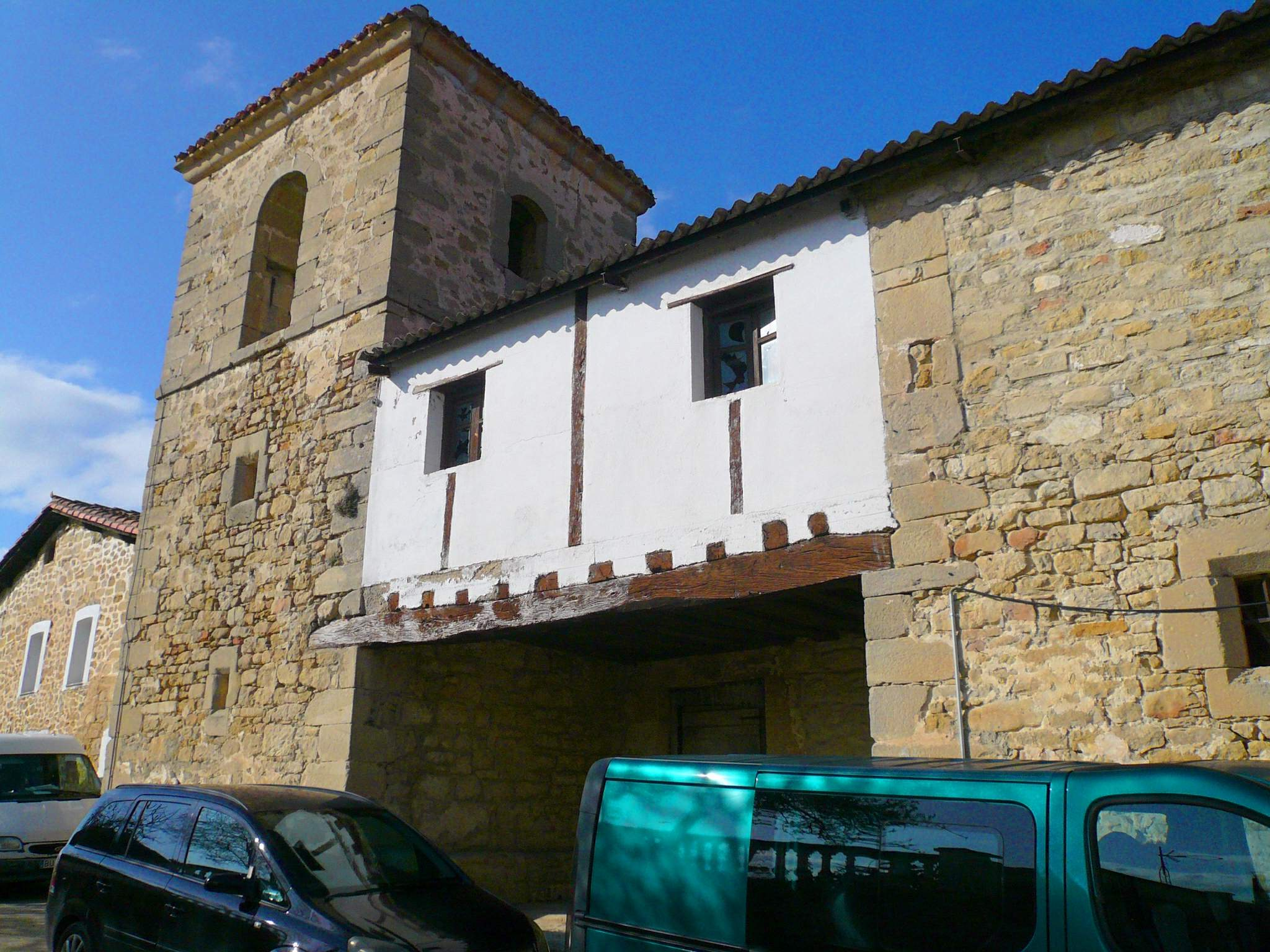
Iglesia de San Juan Evangelista de Melledes

Quintanilla de la Ribera: Un abandonado torreón, conocido como «el castillo», se alza en la loma frente al pueblo como testigo mudo de la vida de éste. Como propietario de un palacio en el año 1762, aparece el señor Don Pedro Ortiz de Zarate y Guebara. El edificio más singular es el templo parroquial, en el punto más alto del caserío, en el extremo sur como avanzadilla del resto de los edificios. Tiene a San Esteban por titular, es de nave única, con tres cuerpos añadidos. La torre se encuentra pegando a la sacristía y a la cabecera, lo que resulta inusual. Fue construida en el año 1649. La portada se encuentra encajada en dos estribos, uno de los cuales exhibe un agredido reloj de sol con la inscripción 1667. Se estructura en tres cuerpos y un remate en frontón abierto. El arco de entrada va flanqueado por dos dobles columnas de fuste acanalado sobre corridos plintos y capiteles jónicos con ángeles. En estas columnas se apoya un entablamento formado por salientes molduras y friso con hermosas cabezas de ángeles alados. La labra de esta portada plateresca nos acerca a un artista de calidad. El retablo del altar mayor se debe al arquitecto Juan Bautista Galán y está fechado en 1664. Frente a la iglesia, en camino corto y descendente encontramos un complejo de edificaciones. En primer término, dos que albergaron el horno comunal, la antigua casa escuela, la sala de concejo y el juego de bolos al aire libre. Más adelante se apuestan las modernas escuelas, hoy reconvertidas en vivienda y el conjunto fuente-lavadero.
Rivabellosa: poseyó en el siglo XII el monasterio de Santo Tomé. Igualmente gozó de dos parroquias, San Juan y San Martín y de la ermita de la Magdalena. San Martín y San Juan se encontraban ya en 1760 en mal estado por lo que fueron derruidas. De la localización del templo de San Martín sólo queda el topónimo Plaza de San Martín, en el centro del pueblo, donde se localiza la casa consistorial. La iglesia de San Juan rebajó su rango a ermita y se encuentra en la antigua entrada al pueblo por el Este. Se puede clasificar como modelo gótico aunque tiene elementos más antiguos como los canes del alero. La portada se resuelve en arco apuntado y destaca en su cabecera un bello ventanal gótico. Interiormente se reconstruyó en 1806 con ocasión del traslado del culto de la ermita de la Magdalena a esta ermita de San Juan, tomando actualmente el nombre de los dos santos. La ermita de la magdalena ocupaba un bello paraje natural junto al río Bayas y desapareció en los primeros años del pasado siglo. Rivabellosa contaba en la antigüedad con un hospital que recogía a los peregrinos y enfermos, hoy tan sólo queda el lugar de su emplazamiento ocupado por una edificación doméstica , que fue reedificada en 1819, con posterioridad a la demolición del hospital que asimismo fue azote de las llamas en la Guerra de la Independencia. 
Otro testimonio que sitúa a esta villa en una destacada arteria de comunicación es el original puente que vadea el Bayas y que bien podría remontarse a la época medieval. Los primeros datos que manejamos de este puente datan del año 1628, con ocasión de su reparación y reedificación, posteriormente hay asimismo noticias de otras reparaciones. Hoy se presenta como un puente de 4 vanos, tres de ellos de arcos de medio punto y el cuarto rebajado. De los tres tajamares de que consta, dos son triangulares y el tercero semicircular. La longitud del puente sobrepasa los 50 metros. Otro dato que incluye a la villa en una transitada vía es la existencia en sus proximidades de una casa venta, la afamada Venta del Bullón. Nace al amparo del nuevo trazado del Camino Real de Postas realizado en 1765, luego se construye con posterioridad a esta fecha, pero antes del 1800, momento en que se escritura. Se encontraba al sur del caserío y gozaba de una pequeña ermita junto a ella para que los transeúntes oyeran Misa. Tenía por advocación a San Santonio Abad. Hoy se encuentra ocupada por una asociación llamada Remar y rodeada de pabellones industriales. Cercano a este lugar se encuentra el mojón que delimita las provincias de Álava y Burgos. Recuerda la construcción del nuevo trazado del Camino Real de Postas, llevando las inscripciones del año, monarcas reinantes, directores y arquirectos de obra. Todo ello se acompaña con los correspondientes escudos de las provincias de Alava y Burgos. 
Partiendo de la plaza de los Fueros, encontramos en el lado Norte, el espléndido palacio de los Sáenz de Santamaría, vinculado por su costado a la casa cural. En su aspecto llama la atención la torre que rompe con la horizontalidad del edificio. Destaca también la galería con cuatro arcos de medio punto, divididos, dos a dos por la piedra armera que ennoblece el edificio y que lleva la inscripción Credo in unum Deum. En lo alto lleva un castillo con tres torres almenadas y en la parte baja un águila , además de ocho sotueres en bordura, armas de los Pinedo de Rivabellosa. En el dintel de la ventana y próxima a la derecha del torreón luce un pequeño escudo partido con un árbol de raíces vistas y las trece estrellas de los Salazar. En el costado Oeste de la plaza encontramos una pequeña plazuela presidida por la casa consistorial que lleva aneja un cuerpo moderno que acoge el centro de salud. La plaza está dotada de mobiliario urbano y adornada por acacias, en un extremo encontramos el juego de bolos y la fuente que rememora el antiguo lavadero. 

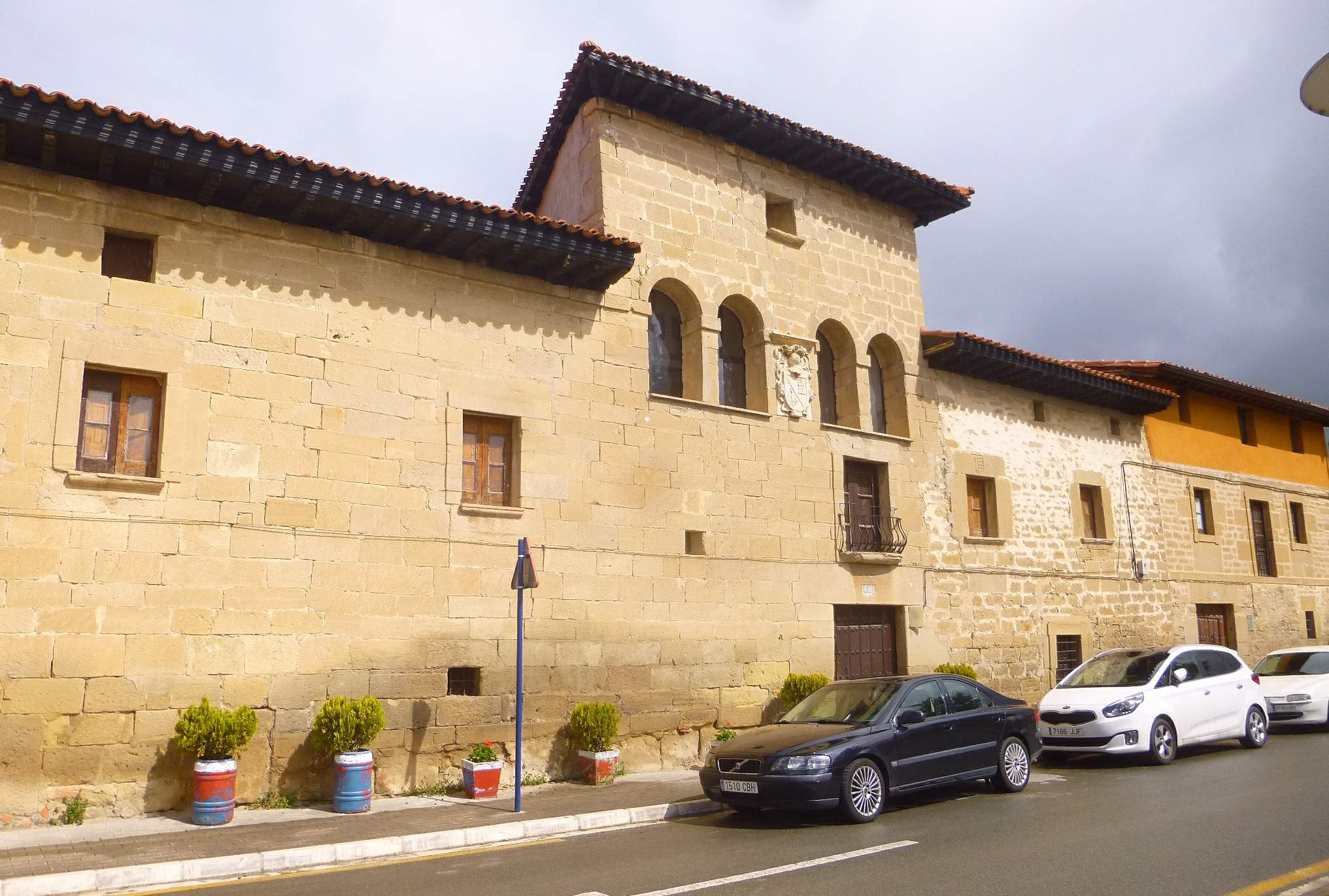
Palacio de los Sáenz de Santamaría, en Rivabellosa

Cierra esta plazoleta por el lado sur, la moderna casa de cultura que sustituye al antiguo frontón abierto. En el lado sur de la plaza de los fueros se encuentra el edificio que acogió en otro tiempo, la sala de concejo, la casa del maestro, las escuelas y donde tiene su sede actualmente la Cuadrilla de Añana, dedicándose a globalizar la gestión y funcionamiento administrativo de todos los municipios que la conforman. El templo parroquial es titulado de Nuestra Señora del Rosario. Es de una sola nave, con sendas capillas a los costados que le dan forma de cruz. La portada se despliega entre dos columnas toscanas, decora su entablamento con un friso de triglifos y rosetas y remata en frontón triangular partido. La torre de características neoclásicas fue realizada en 1796. Destaca también el edificio que acoge a la residencia de ancianos, con bello porte al estilo tradicional y cuidado jardín.
Rivaguda: la iglesia parroquial tiene por advocación a la Asunción de Nuestra Señora. Posee planta en cruz latina con fábrica de sillería. La torre posee un cuerpo de campanas también en sillería. Al pequeño pórtico se accede a través de gran arco rebajado. La portada es románica y está en parte cegada por la posterior construcción del pórtico.

### Arquitectura religiosa
Ermita de Rivabellosa

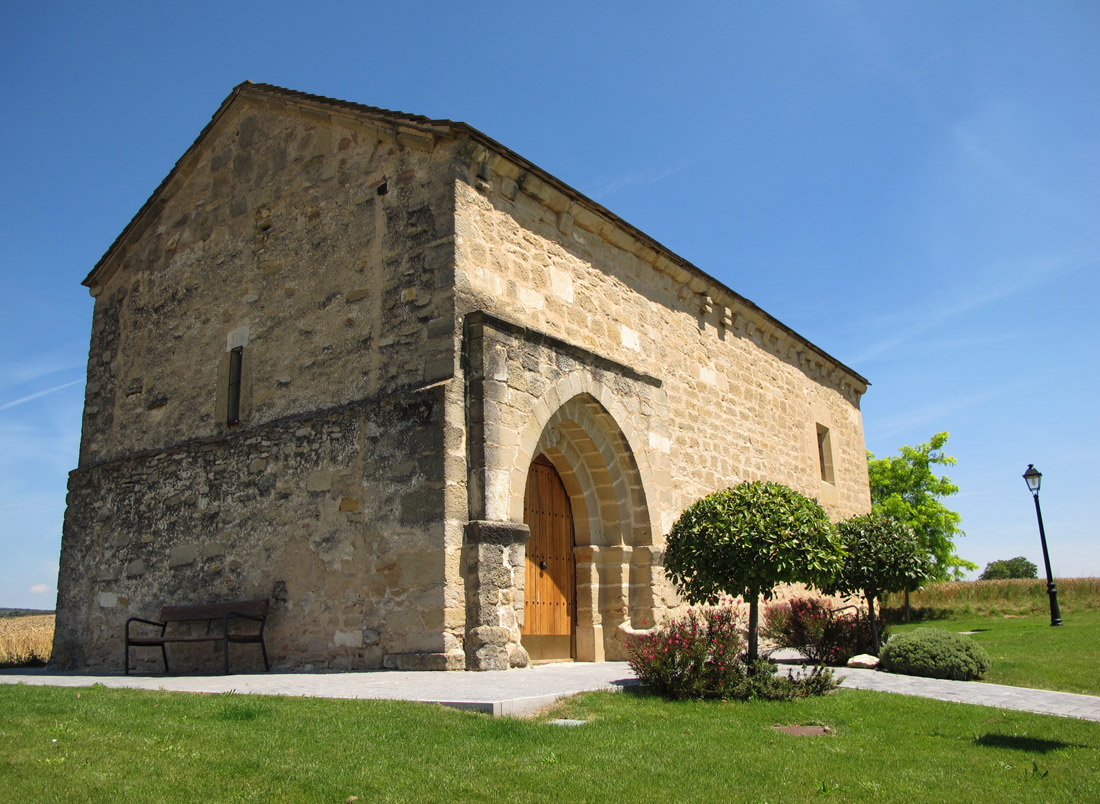
Ermita de San Juan y de la Magdalena en Rivabellosa

Rivabellosa era la última localidad alavesa por donde pasaba la ruta jacobea que venía desde Canfranc o Roncesvalles, entraba en territorio alavés por el túnel de San Adrián y, tras pasar por Vitoria y Lapuebla, abandonaba nuestro territorio por esta localidad. Curiosamente, este camino entraba en Rivabellosa por la antigua parroquia de San Juan, hoy Ermita de San Juan y la Magdalena, dominando desde su altozano la villa. Atravesaba esta pasando por la desaparecida parroquia de San Martín, situada en el centro del pueblo, y dejando el hospital a la izquierda. Salía de Rivabellosa por el puente sobre el Bayas, próximo al lugar donde se encontraba la primitiva ermita de la Magdalena, en los caminos hacia Miranda y Comunión.
La ermita de San Juan y la Magdalena es un edificio de estilo gótico, pudiéndose fechar algunos de sus elementos constructivos en el siglo XV, como el ventanal de la cabecera, y otros pudieron ser de una edificación anterior como los canes del costado norte. El interior se reconstruyó en 1806 por el maestro de cantería y albañilería Nicolás de Ullibarri, con motivo del traslado a esta iglesia del culto de la ermita de La Magdalena, para entonces ya demolida.Presiden la cabecera de este templo las imágenes de Cristo Crucificado, otra de San Juan Evangelista, y la mejor, de María Magdalena, dorada y policromada, imagen barroca del siglo XVIII, con el pomo de los perfumes en su mano izquierda y la derecha ante el pecho.
Junto con la desaparecida de San Martín, se citan como parroquias en la vista pastoral de 1556, y como lugares ambos de enterramientos en la vista de 1616. Las dos perdieron su categoría parroquial en el siglo XVII, al ser sustituidas por la parroquia de Nuestra Señora del Rosario, desde entonces parroquia única de Rivabellosa. Aun así consta en el Libro de Difuntos que continuaron los enterramientos en ambas parroquias hasta que la nueva del Rosario quedó totalmente habilitada en la década de 1660. 
Demolición de San Martín: cien años después, en 1760, se hallaban en tal mal estado, siendo ya ermitas, que el obispo ordenó la demolición de la de San Martín y con sus restos reparar la de San Juan.
A la salida de Rivabellosa se encuentra el puente sobre el río Bayas, posiblemente de origen medieval. Cerca de él, a la orilla derecha, estaba la ermita de La Magdalena, casi seguramente medieval y documentada ya en 1566, y no se conserva resto alguna a excepción de su imagen que preside la cabecera de la actual de San Juan y La Magdalena. Aquella ermita de La Magdalena era muy devota con una cofradía y cultos regulares en ella, y recibía muchos mandatos testamentarios de los vecinos de Rivabellosa. Además, tenía alrededor terreno propio y otras siete heredades más para su mantenimiento y el culto de la santa.
En 1792, el obispo, ante el maltrecho estado en que se encontraba la Ermita, ordenó su demolición y, junto con la venta de sus terrenos y materiales sobrantes y los de la parroquia de San Martín, que se edificase una nueva ermita en Rivabellosa. En 1804 se obtuvieron 600 reales con la venta de los despojos. Como hemos visto no se cumplió la orden, sino que en 1806 se reparó la antigua de San Juan para el traslado a ella de la imagen de María Magdalena y de ahí su nombre actual.

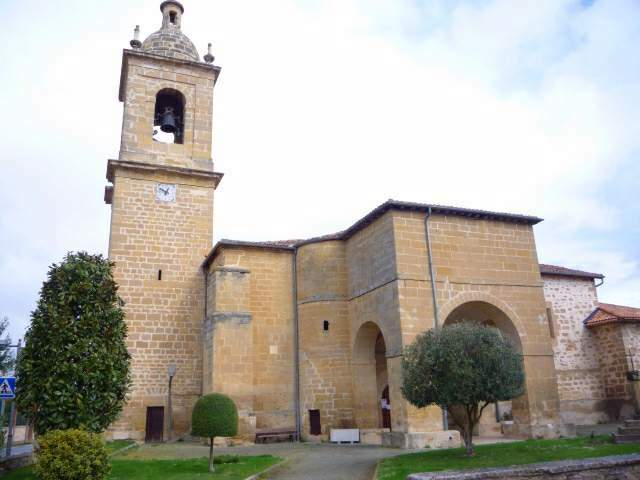
Iglesia de Nuestra Señora del Rosario de Rivabellosa
Iglesia construida en el siglo XVI, con cambios posteriores que se producen entre los siglos XVIII-XIX principalmente debido a una reconstrucción parcial de la Iglesia. De la construcción original del siglo XVI es la planta de salón con cabecera ochavada, conservando también de esta época una portada con arco de medio punto, entre dos columnas, que sostienen un tímpano triangular. También son del siglo XVI las dos puertas con arco de medio punto que se abren en los muros laterales del ochavo de la cabecera. La cubierta del templo, de bóvedas de lunetos, data de la reconstrucción del siglo XVIII-XIX, al igual que las capillas laterales, cubiertas también por bóvedas de lunetos. La torre es del siglo XIX, con un campanario cubierto por una cúpula. En su interior se conserva una pila del siglo XVIII de copa lisa sobre una columna moldurada y base cuadrada.La restauración de la torre trata de recoger dos tipos de acciones. Las primeras de reconstrucción de las cornisas y recomposición de sillares disgregados y de los detalles de sillería, y la segunda, el retejado de las capillas y sacristías adosadas.
La parroquia de Rivabellosa data su construcción a finales del siglo XVI, y a lo largo del XVII, entre el bajo Renacimiento y el primer Barroco. Para levantarla se contó con fondos de la Obra Pía, fundada por el clérigo Francisco Sáenz de Pobes en su testamento de 1574. Es una iglesia exenta, de planta de cruz de una nave con tres tramos, crucero y cabecera diagonal. Adosada a esta última está la torre. Existen varias capillas adosadas a la nave que le dan más anchura en el interior. El pórtico es de piedra de sillería cubierto de bóveda apeada en pechinas decoradas con motivos geométricos. De línea elegante su portada refleja la sobriedad del último Renacimiento romano.
Tras él, la portada de arco de medio punto se enmarca en entablamento con frontón triangular partido y columnas toscazas. El coro se construye sobre los arcos rebajados sobre pilastras situados a los pies. El templo de piedra de sillería también tiene su cabecera poligonal de bóveda de aristas convergentes en el centro de la misma, y una sola nave de tres tramos con cubierta de lunetos. Dos capillas abiertas a ambos lados en el primer tramo ensanchan este espacio en forma de cruz. Al finalizar su construcción en 1664-65 se trasladó el sacramento desde las antiguas parroquias de San Juan y San Martín. La capilla al lado del Evangelio fue vendida en 1662 a Catalina Ortiz de Lazcano y Gordejuela, y estuvo dedicada en su origen a San Juan Bautista y hoy a San José. En su frontis hay un escudo cortado que lleva en lo alto una cruz cantonada por panelas con una en el centro, armas de los Gordejuelas y, en lo bajo, el creciente y las estrellas de los Lazcanos. Acompañan al escudo dos inscripciones, una loa al Sacramento y a la Inmaculada Concepción, y otra el nombre de quien dotó la capilla, el bachiller Juan Ortiz de Gordejuela y Lazcano. Conserva su retablo del siglo XVII, con un relieve del bautismo de Jesús. A la derecha, la capilla dedicada a la Purísima Concepción fue vendida en 1662 a Pedro de Guinea. Lleva su escudo con dos lobos con llaves en la boca, armas de los Guinea, las panelas de los Montoya y las 13 estrellas de los Salazar. Preside el retablo barroco, entre columnas salomónicas, una imagen de la Inmaculada. La tercera capilla es la de Nuestra Señora de los Remedios, cuya imagen medieval del siglo XIV preside hoy el retablo mayor y la sacristía data de 1729. 
El retablo mayor fue proyectado en 1730 por José López de Frías, obra rematada por Jerónimo de la Revilla, pero por fallecimiento de éste no pudo realizarse hasta 1741 por Joaquín de Roqueñi.
Las imágenes proceden de sus antiguas parroquias como son las imágenes renacentistas de San Juan Evangelista y San Martín, mientras que las tallas barrocas de la Magdalena y San Miguel representan a santos titulares de ermitas que estuvieron en Rivabellosa. Después del renacimiento y el barroco, el neoclásico terminó de marcar esta iglesia con la construcción del campanario en 1796.

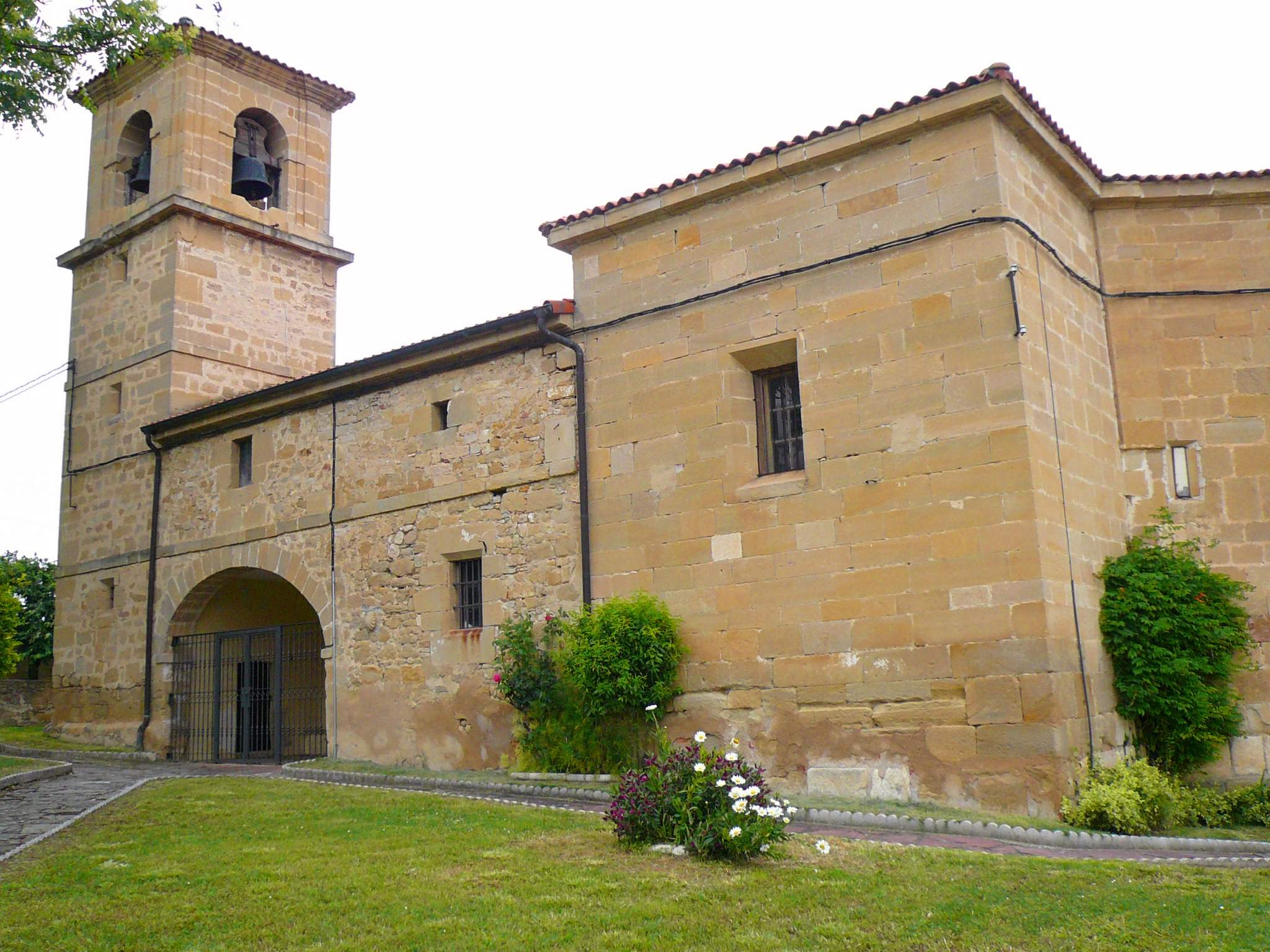
Iglesia de Nuestra Señora de la Asunción de Rivaguda
La fisionomía actual de esta iglesia se debe sobre todo a las obras realizadas en el siglo XVI, aunque cuenta con restos de la antigua iglesia románica, del siglo XIII, así como una serie de edificaciones asociadas al templo de fechas posteriores al siglo XVI. Del siglo XVI es su planta de cruz latina, con cabecera ochavada y cubierta por bóvedas estrelladas en la cabecera y en el crucero. Tanto la cabecera como el crucero son una ampliación de la iglesia, que corta los muros laterales de la nave preexistente. Del antiguo templo del siglo XIII se conserva la portada en el lado sur con arquivoltas de medio punto apeada en columnillas con capiteles decorados. En el siglo XVI se hace una primera reconstrucción de la iglesia que comprende el lado norte con una puerta secundaria con arco de medio punto. Probablemente en esta fase es cuando se cubre la iglesia con las bóvedas de crucería nervada, construyéndose también los contrafuertes laterales. Cuenta con una pila bautismal de cronología posmedieval, con una gran copa lisa sobre fuste poligonal.

### Turismo
Comenzaremos nuestro recorrido en el pueblo de Melledes, donde visitaremos la iglesia de San Juan. Al tiempo que llegamos a Manzanos, que cuenta con dos barrios (el Barrio de Arriba, que el núcleo original, y el Barrio de la Estación, a ambos lados de la línea férrea Madrid-Irún). En la Barrio de Arriba, y siguiendo el Camino Real, llegaremos hasta la iglesia parroquial de San Juan Bautista que presenta un hermoso ventanal románico. Desde allí, nos dirigiremos hasta Igay, zona que destaca por sus numerosos yacimientos prehistóricos.
Al llegar a Quintanilla de la Ribera, podremos apreciar las amplias vistas de las tierras que bañan los ríos Bayas y Zadorra. El edificio más singular de este pueblo es, sin duda, el templo parroquial de San Esteban del siglo XVII.
Para completar nuestro recorrido por Ribera Baja, visitaremos la capital del municipio, Rivabellosa, la cual acapara la gran mayoría de los servicios. En su casco urbano, podremos encontrar algunos edificios de interés, como la iglesia parroquial de Nuestra Señora del Rosario del siglo XV y la casa palacio de Sáenz de Santamaría. Llegaremos por último, a Rivaguda, donde merece la pena visitar la iglesia parroquial de la Asunción de Nuestra Señora.